# Вуканович, Бета
Бета Вуканович (серб. Бета Вукановић, 18 апреля 1872, Бамберг — 31 октября 1972, Белград) — сербская художница, представительница импрессионизма. Более поздние её работы были реалистичны, но всегда сохраняли импрессионистическую палитру.

## Биография
Родилась 18 апреля 1872 года в Бамберге, Германия, под именем Бабетта Бахмайер (нем. Babette Bachmayer). После окончания начальной школы и женской средней школы она поступила в 1890 году в частную школу живописи Карла Мара и Антона Ажбе в Мюнхене. В студии Бета встретила Ристо Вукановича, и они поженились в 1898 году. Вместо медового месяца они поехали в Белград, когда друзья сказали ей, что это маленький городок, где нет интереса к искусству.
Они прибыли в Белград летом 1898 года. К моменту их прибытия столица из восточного города превратилась в европейский город. Чтобы возродить искусство, супружеская пара начала действовать. В том же году они основали Ассоциацию сербских художников пластического искусства и музыки, которая просуществовала пять лет.
В 1898 году Бета впервые выставлялась вместе со своим мужем и скульптором Симеоном Роксандичем в Белграде, в зале Национального собрания, куда они доставили картины на подводах, по турецкой брусчатке, сами прибили гвозди и повесили картины на стены. Король Милан Обренович, большой поклонник искусства и коллекционер, также пришёл на выставку и пригласил их выставиться при дворе. Выставка во дворе была реализована в 1900 году. По этому случаю король Милан купил картину Ристы Вукановича «Дахия», и суммы, за которую она была куплена, хватило, чтобы купить землю на Дунайском склоне, на углу улиц Господар Йованове и Капетан Мишине, где позже построили себе жилой дом.

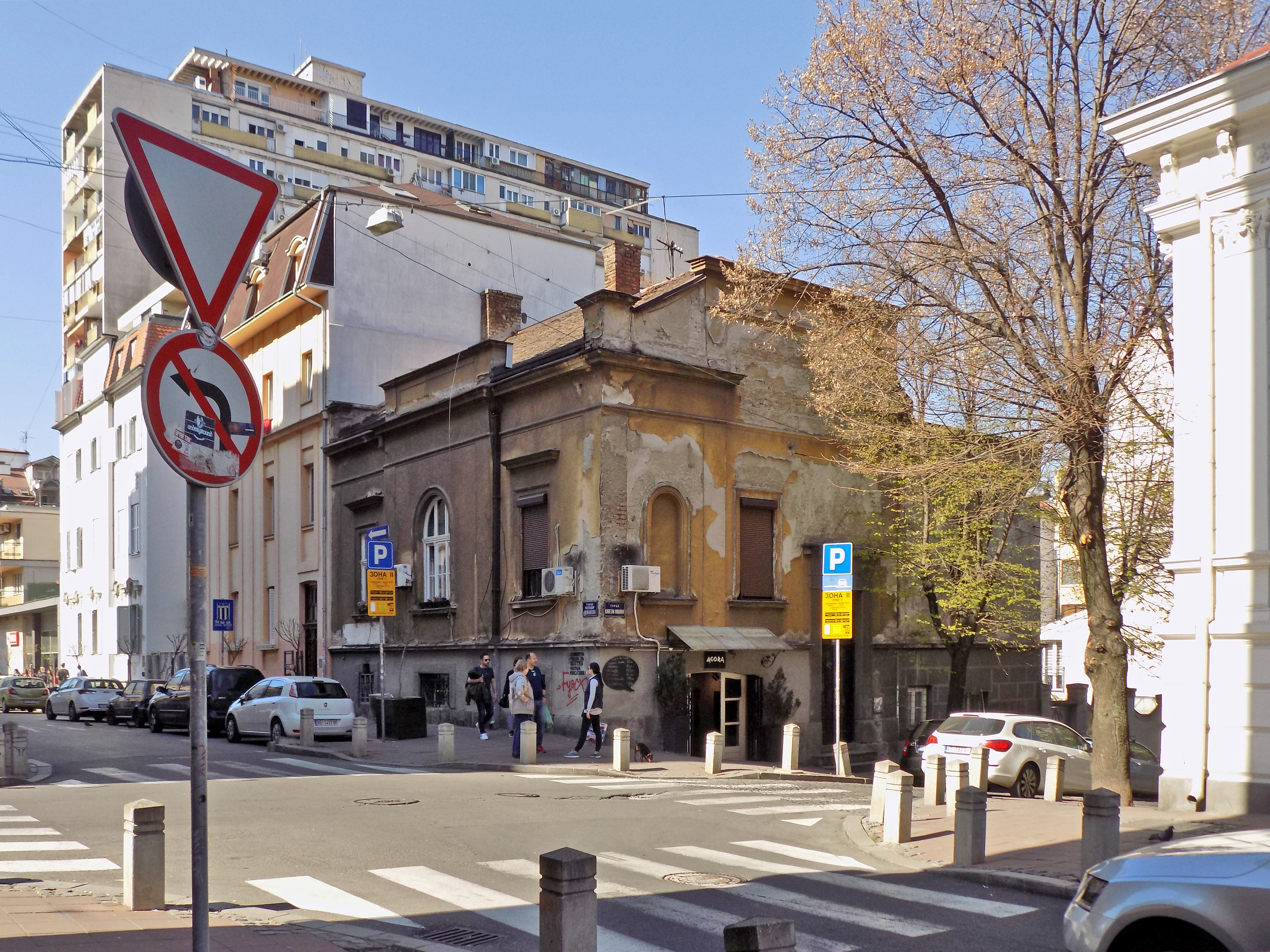
Дом Беты и Ристы Вуканович, первое здание в Сербии, построенное для школы живописи

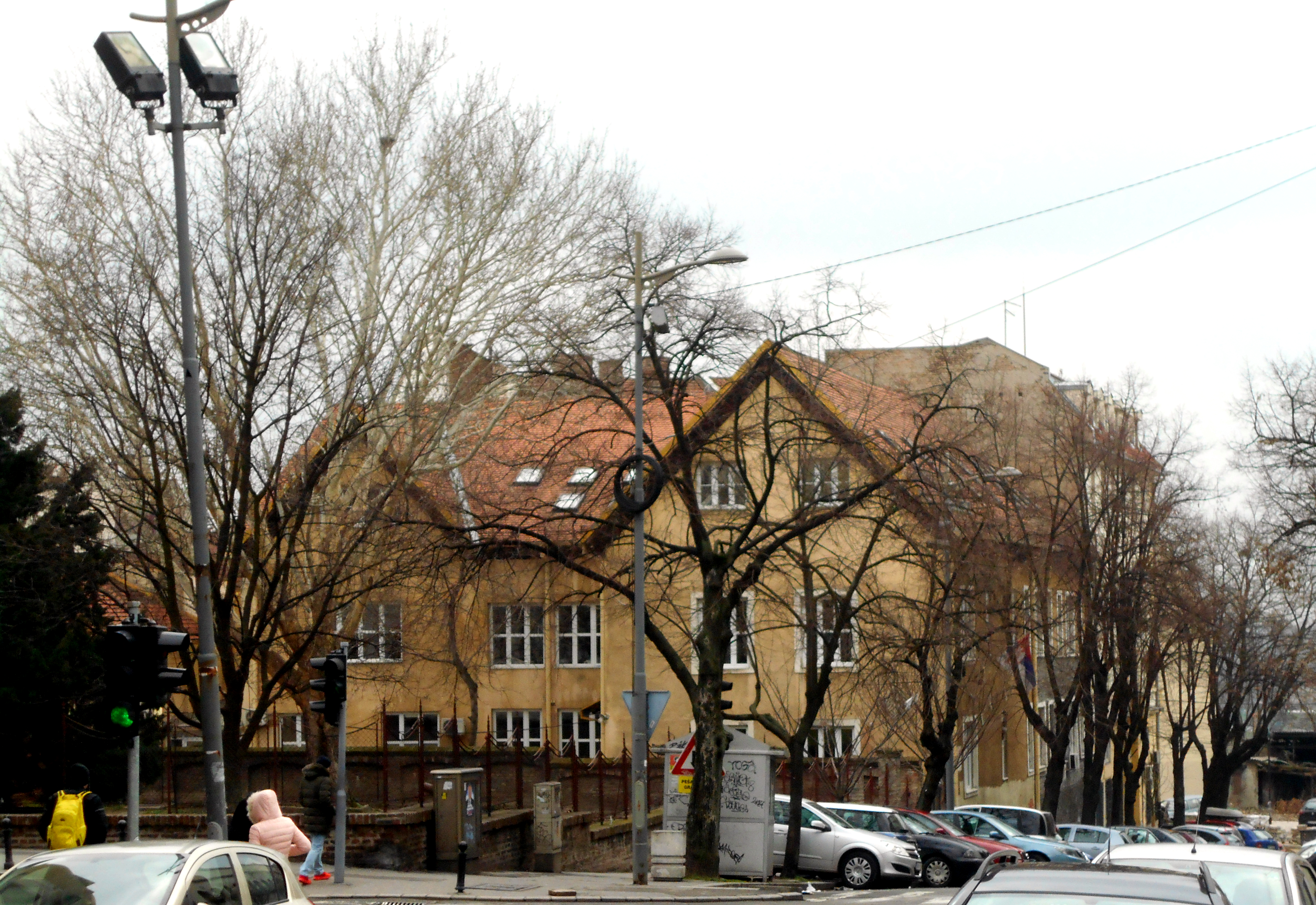
Здание королевской художественной школы в Белграде, в котором сейчас находится Факультет прикладного искусства Университета искусств в Белграде

В 1899 году супруги получили разрешение Министерства просвещения унаследовать первую сербскую школу живописи и рисунка от её основателя Кирилла Кутлика после его смерти. Свою педагогическую деятельность начала в 1900 году. Сменив два адреса, Вукановичи перенесли школу в свой дом на улице Капетан-Мишина, 13. Дом с изменённым фасадом существует до сих пор и является памятником культуры Белграда с 1984 года. Дом спроектирован Миланом Капетановичем, дизайнером югославского павильона на Всемирной выставке в Париже. В доме были построены четыре большие мастерские. Прекраснее всего был фасад дома, где над главным входом Бета нарисовала «Трёх муз» — музыку, живопись и танец, символически представленных в виде трёх прекрасных женщин, вокруг которых были цветы голубого ириса и красочные павлиньи перья. Фасад вместе с этим произведением был разрушен во время бомбардировок в период Второй мировой войны, и единственное воспоминание о фасаде — открытка, изданная «Геце Кона». Однако в каталоге Института охраны памятников культуры Белграда указано, что это украшение, выполненное в технике фресковой живописи, было утрачено при перестройке здания в 1930-е годы.
Школа живописи работала с 1902 по 1905 год. Риста руководил мужским отделением, а Бета — женским отделением школы, а позже к ним присоединились художник Марко Мурат и скульптор Джордже Йованович. Целью школы была подготовка будущих студентов иностранных академий живописи, а также учителей рисования для средних школ и женских колледжей. Школа превратилась в Школу искусств и ремёсел в 1905 году, когда она была переведена на улицу Краля Петра, а затем в Королевскую школу искусств, где Бета Вуканович также преподавала рисунок и акварель. Из школы вышли поколения импрессионистов.
Одной из первых картин, написанных Бетой в Сербии, было «Рождество» — тема, характерная для сербского народа. В этой картине ей удалось совместить мюнхенское образование и чувства к Сербии. Картина была выставлена и награждена на Всемирной выставке в Париже в 1900 году, где она представилась вместе с мужем под фамилией Вукановичи.
Они участвовали в основании Ассоциации сербских художников «Лада» в 1904 году по случаю столетия Первого сербского восстания. Они регулярно выставлялись на выставках этого общества. В 1958 году Бета была избрана пожизненным почётным президентом «Лады».
Бета работала медсестрой-добровольцем во время Балканских войн. Благодаря знанию иностранных языков она ассистировала иностранным врачам. Награждена орденом «За помощь раненым и больным» (1912 год) и медалью «За заслуги перед Красным Крестом Сербии» (1913).
Когда началась Первая мировая война, Риста тяжело заболел. Помимо него, она ухаживала за ранеными в госпитале. С сербской армией супруги отправились на юг в Салоники, а затем с группой раненых в Марсель (Франция). Сохранились две её акварели того периода: «Французские солдаты из африканских частей в 1915 году» и «Марсельский пейзаж» (1916). Обе картины сейчас находятся в Военном музее в Белграде.
Поскольку Национальному банку Сербии удалось сохранить доверие к стоимости динара с помощью хорошей эмиссионной политики даже во время войны, он столкнулся с проблемой нехватки денег в обращении. Бета разработал банкноту номиналом 50 динаров, первая партия которой была выпущена в марте 1915 года в Париже. Всего было выпущено 1 025 000 экземпляров, подделок не зафиксировано. Однако, поскольку она была изготовлена быстро, в плохом цвете и с ошибками в надписи, она встретила большое сопротивление со стороны людей, которые называли её «военной банкнотой» или «веснушкой» из-за её плохого внешнего вида, поэтому Национальный Банк решил приостановить дальнейший выпуск на рынок и в том же году банкнота была выведена из обращения. Сегодня он входит в число самых ценных с точки зрения нумизматики сербских банкнот.

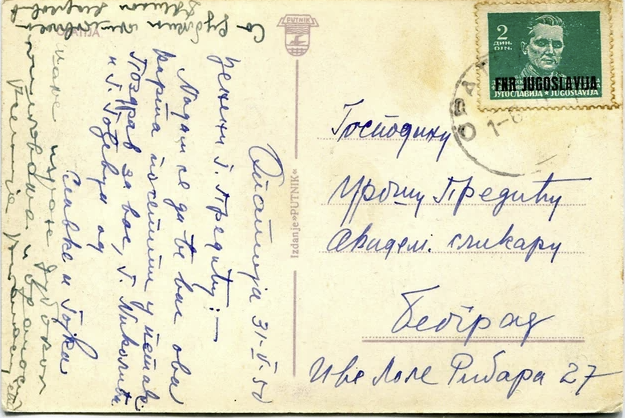
Письмо и открытка от Беты Вуканович Урошу Предичу, часть Коллекции Уроша Предича в Адлигате

Риста работал инспектором в нескольких местах во Франции, в сербских средних школах, открытых для детей из Сербии, пострадавших от войны. Он умер в начале 1918 года и был похоронен на военном кладбище, где Бета поставила ему памятник и регулярно посещала могилу.
После войны Бета вернулась в Сербию. Она прибыла с последним транспортом беженцев в 1919 году. Дом, в котором они жили до войны, пострадал. Поскольку она не хотела возвращаться в «разрушенный и украденный» дом, она продала его Милютину Станоевичу, генеральному консулу японского консульства. Она жила в Студенческом доме в Белграде, где работала учителем рисования. А позже у неё появилось ателье в здании Коларацкого народного университета.
Вскоре она основала Ассоциацию художников в Белграде (1919), а в 1921 году стала преподавателем Художественной школы.
Во время Второй мировой войны она отказалась присоединиться к движению «Культурбунд» и пользовалась всеми вытекающими из этого привилегиями, говоря, что считает себя сербкой. Живопись помогла ей преодолеть бомбёжки и ужасы войны.
Она рисовала всю оставшуюся жизнь. Бета ходила в свою студию почти каждый день, где принимала посетителей с 12 до 14 часов. Она часто сидела в ближайшем парке и записывала сцены, которые вызывали у неё чувства.
Она умерла 31 октября 1972 года в возрасте ста лет и была похоронена на Новом кладбище в Белграде.

## Работы

### Живопись
Наряду с Марко Муратом Бета Вуканович является наиболее важным и типичным представителем пленэра. Это направление она приняла ещё в Мюнхене. Она учила художников в Сербии работать на пленэре. Когда импрессионизм начал терять популярность, она сделала упор на рисунок, укрепила форму и сохранила краски импрессионизма. Писала портреты, пейзажи (с мотивами Вардарской Македонии, Сербии и Боснии) и натюрморты. Она выставлялась на всех югославских выставках «Лады», а также в Риме, Мюнхене и Париже.

### Карикатура
Её считают родоначальником художественной карикатуры в Югославии. По некоторым данным, она автор более 500 карикатур, из которых сохранилось 140. Свои первые карикатуры она сделала в начальной школе, нарисовав учителя. Её за это наказали, но она не сдалась, считая, что не делает ничего дурного, рисуя забавные портреты, которые, по её мнению, никого не обижают, а просто забавны. Свои карикатуры впервые представила в 1910 году на Четвёртой выставке «Лады», где представила 60 работ. Карикатуры она выставляла и позже, но никогда в таком объёме, как в первый раз. В этом типе её работ преобладают фигура и образ. Она чаще всего карикатурно изображала своих современников, известных деятелей культурной и общественной жизни. Большинство карикатур нарисованы акварелью. Своими карикатурами она проиллюстрировала роман Бранислава Нушича «Дитя общины» в 1902 году.
К концу жизни она больше не делала карикатур. Последней, скорее всего, является «Автокарикатура», опубликованная в ежедневной газете «Политика» в апреле 1954 года. В 1949 году Национальный музей в Белграде купил около 50 её карикатур. Довольная организованной в 1968 году выставкой, она подарила музею ещё одиннадцать своих карикатур.

### Графика
Часть своей графики она привезла из Германии, позже сделала новые работы. В Белграде её работы не оценили. На выставке «Bianco e nero» в Риме в 1902 году итальянский король купил две, а адвокат Скотти, юрисконсульт сербского посольства в Риме, купил одну из них. Разочаровавшись в незаинтересованности белградцев, через несколько лет после прибытия в сербскую столицу она подарила инструмент для гравировки на меди своему ученику Любомиру Ивановичу, который впоследствии стал прекрасным художником-графиком.
В своём завещании Бета Вуканович оставила Музею города Белграда 247 картин, пастелей, акварелей и рисунков. Кроме того, музей приобрёл некоторые предметы из её мастерской, а также медали, знаки отличия после её смерти, которые были добавлены к её наследию, насчитывающему в общей сложности 293 предмета.

## Список главных работ

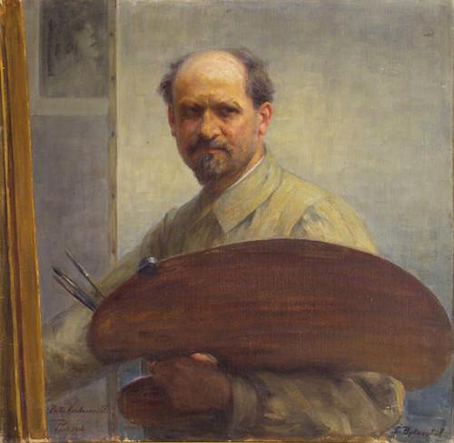
Портрет Ристе Вукановича

- Портрет Ристе Вукановича (Музей в Софии)
- Портрет Вука Караджича (Зал Вука в городской библиотеке Белграда[серб.][20])
- «Похоронный дом» (здание Белградского собрания)
- «На моей террасе» (здание муниципалитета Белграда)
- «Летний день» (Национальный музей в Белграде)
- «Слава Христова» (награждена на Всемирной выставке в Париже. Картина пропала во время Второй мировой войны и есть только репродукции[8])
- «Сбор слив» (здание Минфина)
- «Коллекция карикатур» (считается, что принадлежит её другу королю Петару Карагеоргиевичу, но это никогда не было доказано)